# Prospalta dinawa
Prospalta dinawa là một loài bướm đêm trong họ Noctuidae.